# 马乐山
马乐山（1927年—2014年3月19日）是香港著作玩具手工模型的大师。以制作史奴比形象的玩具手模而闻名，有人称他为史諾比的中国爸爸。
1927年，马乐山出生在中山县南区沙涌村，先施百货创始人马应彪是马乐山的伯父。11岁随家人到香港。1958年，加入马克斯玩具厂。从1964年起开始制作著名卡通形象史諾比玩具的手工模型，已经制作了3万多种史諾比玩具的手模。还制作过米老鼠，唐老鸭、加菲猫、超人、蝙蝠侠等著名卡通玩具的手模。2014年3月19日去世。